# Gary Anderson (strzelec)
Gary Lee Anderson  (ur. 8 października 1939 w Holdrege) – amerykański strzelec sportowy. Dwukrotny medalista olimpijski.
Specjalizował się w karabinku małokalibrowym i karabinie. Brał udział w dwóch igrzyskach (IO 64, IO 68), na obu zdobywał medale. W 1964 w trzech postawach na dystansie 300 m, cztery lata później obronił tytuł. Stawał na podium mistrzostw świata (m.in. siedem złotych medali) oraz triumfował w igrzyskach panamerykańskich. Sportową karierę zakończył w 1969.